# ジュリエッタ・グイチャルディ
ユリー（ジュリエッタ）・グイチャルディ（ドイツ語: Julie ("Giulietta") Guicciardi, 1782年11月23日 - 1856年3月22日）は、オーストリアの伯爵夫人。一時ルートヴィヒ・ヴァン・ベートーヴェンにピアノを師事しており、『月光ソナタ』の愛称で知られるピアノソナタ第14番の献呈を受けた。

## 生涯
グイチャルディはガリツィア・ロドメリア王国のプシェムィシルに生まれ、ユリーと名付けられた。
1800年6月にトリエステから両親とともにウィーンへと移り、その美貌により上流社会で知られるようになる。間もなく作曲家のヴェンゼル・ロベルト・フォン・ガレンベルク伯爵と婚約、1803年11月14日に結婚した。その後ナポリに移り住み、そのまま20年あまりにわたってイタリアで暮らした。後年はヘルマン・フォン・ピュックラー＝ムスカウ伯爵も彼女を称賛していた。
グイチャルディは1856年にウィーンで没している。

## ベートーヴェンとの関わり
ベートーヴェンはブルンスヴィック家を通じてグイチャルディと知り合った。彼はとりわけグイチャルディの従姉妹にあたるテレーゼとヨゼフィーネの姉妹と懇意であった。1801年の暮れにグイチャルディのピアノ指導を受け持つことになったベートーヴェンは、目に見えて彼女の虜となる。彼が1801年11月16日に友人であるフランツ・ベルハルト・ヴェーゲラーに宛てた書簡には次のようにある。「私の人生はいま一度わずかに喜ばしいものとなり、私はまた外に赴いて人々の中に居ます - この2年の間、私の暮らしがいかに侘しく、悲しいものであったか信じがたいことでしょう。この変化は可愛く、魅力的な少女によってもたらされました。彼女は私を愛し、私も彼女を愛しています。2年ぶりに幾ばくかの至福の瞬間を謳歌しています。そして生まれて初めて - 結婚すれば幸せになれると感じているのです。しかし不幸にも彼女は私とは身分が違い - そして今は - 今は結婚することなどできやしないのです。」ここに書かれた「魅力的な少女」がおそらくグイチャルディである。

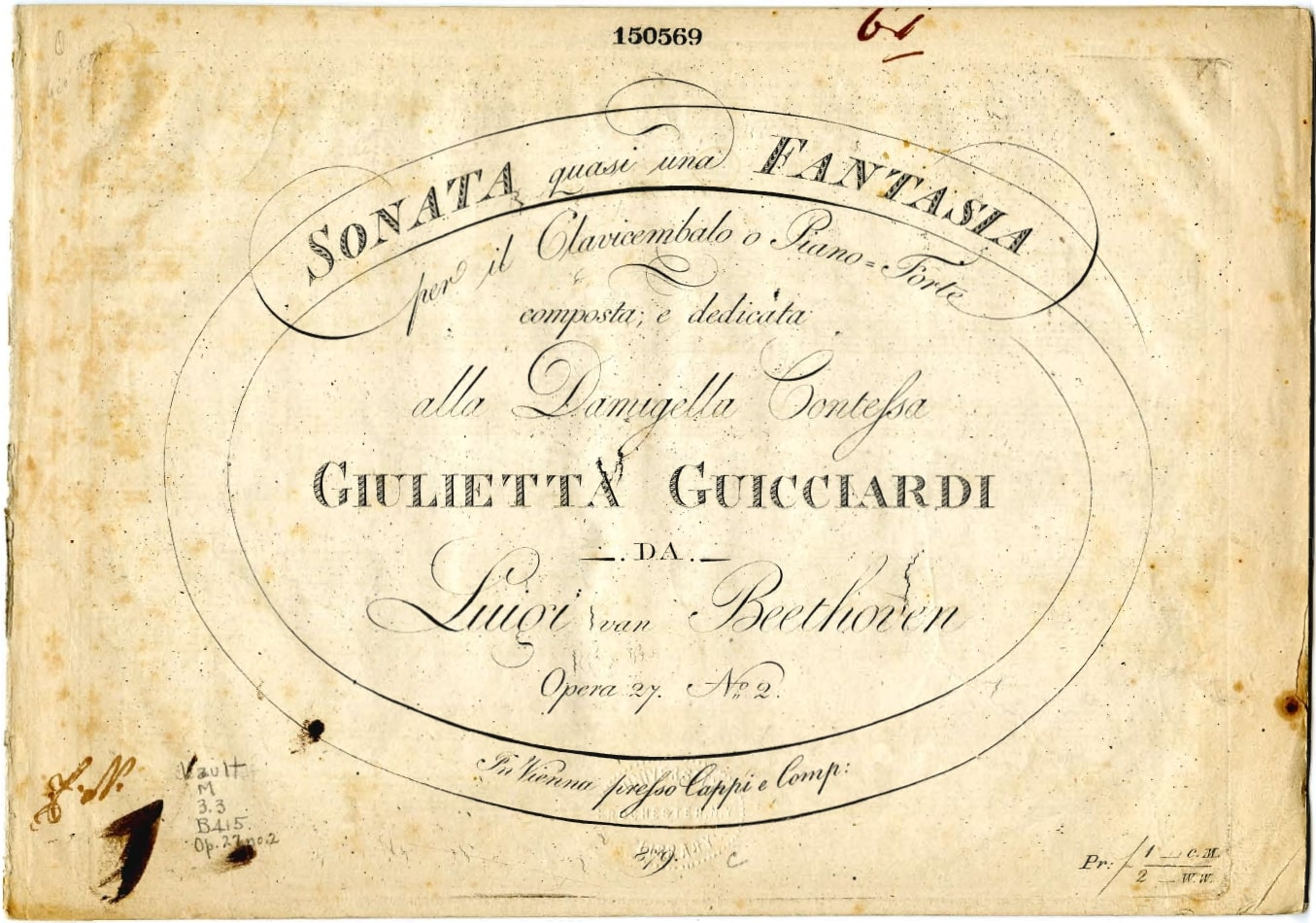
1802年にカッピにより出版されたピアノソナタ第14番初版譜の表紙。グイチャルディへの献辞が見られる。

1802年、ベートーヴェンはグイチャルディにピアノソナタ第14番を献呈した。この曲は当初、共に出版された第13番と同じく『幻想曲風ソナタ』（Sonata quasi una Fantasia）と題されていたが、後年『月光ソナタ』という通称により広く知られるようになる。この献呈は元々意図されていたものではなく、作曲者が『月光ソナタ』を作曲している最中にグイチャルディを思い浮かべていたわけではない。アレグザンダー・ウィーロック・セイヤーは著作『Life of Beethoven』の中で次のように指摘している。ベートーヴェンははじめロンド ト長調 作品51-2をグイチャルディに捧げようと考えていたものの、それをヘンリエッテ・リヒノフスキー女伯爵へ献じなければならなくなる。そこで、土壇場でグイチャルディに献呈する楽曲を探し回ったのであった。
1823年、ベートーヴェンは当時の秘書で後の伝記作家であるアントン・シンドラーに、当時はグイチャルディと本当の恋愛関係にあったのだと告白した。1840年のベートーヴェンの伝記において、シンドラーは「ジュリエッタ」が「不滅の恋人」へ宛てた手紙の受取人であったとしている。この意見にすぐさま疑問を呈したのがグイチャルディの従姉妹であったテレーゼ・ブルンスヴィックである。「ベートーヴェンの3通の手紙がジュリエッタ宛だということになっている。お粗末じゃないかしら。」テレーゼが疑念を抱くのには理由があった。シンドラーやその他の同時代の人々とは異なり、彼女は妹のヨゼフィーヌとベートーヴェンの長きにわたる情熱的な恋愛関係についてつぶさに知っていたからである。「ベートーヴェンの3通の手紙（中略）それは彼が熱烈な愛を注いだヨゼフィーヌに宛てたものに違いない。」
1994年の映画『不滅の恋/ベートーヴェン』ではヴァレリア・ゴリノがグイチャルディ伯爵夫人を演じた。